# Powiat Linz-Land
Powiat Linz-Land (niem. Bezirk Linz-Land) – powiat w Austrii, w kraju związkowym Górna Austria. Siedziba powiatu znajduje się w mieście statutarnym Linz, które jest również siedzibą powiatu Urfahr-Umgebung.

## Geografia
Powiat Linz-Land graniczy z następującymi powiatami: na północnym zachodzie Urfahr-Umgebung i Eferding, na północy z miastem statutarnym Linz, na północnym wschodzie Perg, na zachodzie Amstetten (w Dolnej Austrii), na południu Steyr-Land, na zachodzie Wels-Land.
Północną granicę stanowi rzeka Dunaj, wschodnią Aniza, przez powiat prezpływa również rzeka Traun.

## Podział administracyjny
Powiat podzielony jest na 22 gminy, w tym cztery gminy miejskie (Stadt), siedem gmin targowych (Marktgemeinde) oraz jedenaście gmin wiejskich (Gemeinde).
| Miasta 1. Ansfelden (18 145) 2. Enns (12 176) 3. Leonding (29 129) 4. Traun (25 006) Gminy targowe 1. Asten (6853) 2. Hörsching (6648) 3. Kronstorf (3571) ) 4. Neuhofen an der Krems (6872) 5. Pucking (4196) 6. St. Florian (6379) 7. Wilhering (6044) | Gminy 1. Allhaming (1236) 2. Eggendorf im Traunkreis (1154) 3. Hargelsberg (1453) 4. Hofkirchen im Traunkreis (2071) 5. Kematen an der Krems (3093) 6. Kirchberg-Thening (2576) 7. Niederneukirchen (2121) 8. Oftering (2141) 9. Pasching (7650) 10. Piberbach (1938) 11. St. Marien (4989) |
| (liczba mieszkańców 1 stycznia 2023) | |